# Верхнебаканский
Верхнебака́нский — посёлок городского типа (пгт) в составе Новороссийского района муниципального образования Город-герой Новороссийск Краснодарского края. Административный центр Верхнебаканского сельского округа.

## География
Посёлок расположен в 15 км северо-западнее центра Новороссийска, в горно-лесной зоне. В посёлке находятся верховья реки Баканка (бассейн Кубани). Здесь расположена железнодорожная станция Тоннельная.

## Название посёлка
Известен был под названиями Верхне-Баканская, Верхне-Баканский, Верхне-Бакинский, Верхний Баканский.

## История
Станица Верхне-Баканская (Верхнебаканская) основана в 1862 году, входила в Таманский отдел Кубанской области. 
15 декабря 1887 года жители станицы Верхнебаканской встречали первый поезд, который прошел через только что построенные железнодорожные тоннели.
14 мая 1930 года станица преобразована в рабочий посёлок Верхнебаканский В 1939—1953 годах посёлок являлся центром Верхнебаканского района. 
С июля 1942 года по ноябрь 1943 года в ходе Великой Отечественной войны, посёлок был оккупирован немецко-фашистскими войсками, за стратегически важную станцию Тоннельная шла упорная борьба. 
С 2005 года Верхнебаканский — сельское поселение, центр Верхнебаканского сельского округа.

## Население
| 1926  | 1939  | 1970  | 1979  | 1989  | 1996  | 2002  |
| ----- | ----- | ----- | ----- | ----- | ----- | ----- |
| 3208  | ↗7451 | ↘6275 | ↘6144 | ↘5512 | ↗5906 | ↗6660 |
| 2010  | 2021  |       |       |       |       |       |
| ↗6773 | ↗7207 |       |       |       |       |       |

## Промышленность
- Верхнебаканский цементный завод
- Пластиковый завод «ЭФЕ»
- Цементный завод «Первомайский» (ОАО Новоросцемент)
- Нефтяная база «Роснефть»